# جایزه دینامیک سیالات

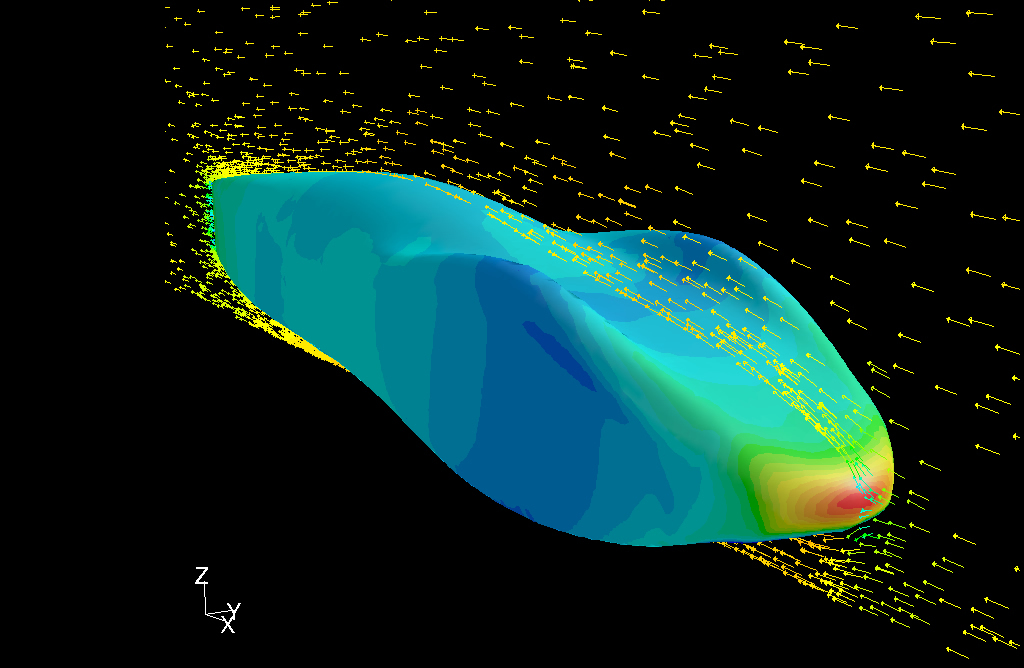
شبیه‌سازی رایانه‌ای ضریب فشار اطراف یک خودرو

جایزه دینامیک سیالات (APS)، جایزه‌ای است که سالانه توسط انجمن فیزیک آمریکا (APS) به کسانی که «دستاورد برجسته در تحقیقات دینامیک سیالات» داشته باشند، اعطا می‌شود. اعطای این جایزه از سال ۱۹۷۹ مقرر شد و از سال ۲۰۰۷ مبلغ این جایزه ۱۰٬۰۰۰ دلار شد.
در سال ۲۰۰۴، جایزه اتو لاپورت APS در دینامیک سیالات با جایزه دینامیک سیالات ادغام شدند.
تاکنون دو ایرانی موفق به دریافت این جایزه شدند؛ پرویز معین در سال ۱۹۹۶ و مرتضی قریب، پژوهشگر مؤسسه فناوری کالیفرنیا و دانش‌آموختهٔ دانشگاه تهران، در سال ۲۰۱۵.

## برندگان جایزه دینامیک سیالات
تا سال ۲۰۱۵، دو ایرانی موفق به دریافت این جایزه شدند؛ پرویز معین در سال ۱۹۹۶ و مرتضی قریب در سال ۲۰۱۵. افرادی که برنده این جایزه شدند:
- ۲۰۱۵ مرتضی قریب
- ۲۰۱۴ جنویو کامت-بلوت
- ۲۰۱۳ الین ساریک اران
- ۲۰۱۲ جان اف. بریدی
- ۲۰۱۱ تونی مکس‌واردی
- ۲۰۱۰ ادوارد جان هینچ
- ۲۰۰۹ استفن پاپ
- ۲۰۰۸ جولیو اتینو
- ۲۰۰۷ جانتن اهلرس
- ۲۰۰۶ توماس لاندگرن
- ۲۰۰۵ رونالد آدریان
- ۲۰۰۴ جرج همسی
- ۲۰۰۳ جری گلاب
- ۲۰۰۲ گری لیل
- ۲۰۰۱ هاوارد برنر
- ۲۰۰۰ فریدریچ هرمن باس
- ۱۹۹۹ دنیل دونالد جوزف
- ۱۹۹۸ فاضل حسین
- ۱۹۹۷ لوئیس نوربرگ هاوارد
- ۱۹۹۶ پرویز معین
- ۱۹۹۵ هری سوینی
- ۱۹۹۴ استفن دیویس
- ۱۹۹۳ تئودر ووو
- ۱۹۹۲ ویلیام سیرز
- ۱۹۹۱ آندریاس آکریوس
- ۱۹۹۰ جان لاملی
- ۱۹۸۹ ویلیام ویلمارت
- ۱۹۸۸ گالن چابیر
- ۱۹۸۷ اناتال راشکو
- ۱۹۸۶ روبرت توماس جونس
- ۱۹۸۵ چیا شان ییه
- ۱۹۸۴ جورج اف کرییر
- ۱۹۸۳ استنلی کورسین
- ۱۹۸۲ هاوارد ویلسون امونس
- ۱۹۸۱ فیلیپس کلبانف
- ۱۹۸۰ هانس ولفگنگ لیپمن
- ۱۹۷۹ چیا چیائو لین